# Mohamed Bouamrani
 (septembre 2020).
Si vous disposez d'ouvrages ou d'articles de référence ou si vous connaissez des sites web de qualité traitant du thème abordé ici, merci de compléter l'article en donnant les références utiles à sa vérifiabilité et en les liant à la section « Notes et références ».
Mohamed Bouamrani, est né le 6 décembre 1909 à Safi, il décède en 1994 à Casablanca. Il fut l'une des figures historiques du Mouvement national, le courant politique qui incarne l'indépendance du royaume. Il est Membre fondateur du parti de l'Istiqlal.

## Biographie
Il a poursuivi ses études à l'université Al Quaraouiyine à Fès où il a obtenu le diplôme d'allama en 1927.
Avec un groupe de ses camarades, il a constitué une association politique secrète à Safi qui a été le départ de l'Action nationaliste et qui publiait un journal sous forme de tract manuscrit intitulé « Addourous » (les leçons). Il a participé au mouvement salafiste et national à partir de 1927. En 1929, il a été condamné à une amende par le pacha de Safi pour avoir recueilli une souscription au bénéfice de la cause palestinienne.
En 1930 il a été condamné à trois mois de prison par le pacha de Safi pour avoir mené le mouvement de protestation contre le Dahir berbère.
En 1932, le tribunal de Première instance français de Marrakech l'a condamné à un mois de prison pour avoir distribué et diffusé des revues orientales interdites.
En 1934, il a été désigné membre du Conseil suprême de la Koutla de l'Action nationale. En 1937, les autorités coloniales ont décidé de l'éloigner et de le mettre en exil. En 1938, il a participé à la constitution du Parti national.
Il a participé à la constitution du Parti de l'Istiqlal en 1944 et à la signature du Manifeste de l'indépendance.
Il s'est installé à Paris de 1952 à 1955 pour s'occuper de la coordination entre les diverses cellules du Parti de l'Istiqlal, tout  en  assurant  la  jonction  avec  les  Délégations de  Madrid (coiffée par Abdelkébir El Fassi) et  celle  du  Caire (présidée par Allal El Fassi).
Il a été à plusieurs reprises chargé de la mission de prendre contact en Algérie et en Tunisie avec l'Association des oulémas musulmans algériens, le Parti du peuple algérien, le Parti démocrate et le Parti du Destour, l'ancien et le nouveau et à forcer les relations avec les leaders de ces organisations qui sont cheikh Mohamed Bachir El Ibrahimi, Messali Hadj et Ferhat Abbas.
Il a participé à l’organisation de lutte armée (Armée de Libération).
Il a été désigné par le sultan membre du Conseil national consultatif (Assemblée consultative du Maroc).
En 1957, il a présidé la délégation dépêchée auprès de Mao Zedong et de Zhou Enlai pour instaurer des relations diplomatiques entre la Chine et le Maroc.
En 1957, S.M. Mohammed V l'a nommé gouverneur sur la province d'Agadir.
En 1960, il a présenté sa démission que S.M. Mohammed V a refusé et l'a envoyé aux Lieux Saints parmi la délégation officielle.
En 1969, il a renouvelé sa demande d'être gracié de son poste de gouverneur au ministère de l'intérieur en raison de son état de santé et retourne aux affaires dans de nombreux secteurs avant de décéder en 1994.